# Ambassade de la république arabe du Yémen en France
L'ambassade de la République arabe du Yémen en France était la représentation diplomatique de la république arabe du Yémen auprès de la République française. Elle était située 21 avenue Charles-Floquet, dans le 7e arrondissement de Paris, la capitale du pays.

## Histoire
Avant la réunification en 1990, le Yémen était divisé en deux États disposant chacun de leur ambassade à Paris :
- la république arabe du Yémen (Yémen du Nord) avait son ambassade au 21 avenue Charles-Floquet, dans le 7e arrondissement ;
- la république démocratique populaire du Yémen (Yémen du Sud), occupait les locaux de l'actuelle ambassade du Yémen réunifié[1].

La réunification du pays en 1990 entrainera la fermeture de l'ambassade nord-yéménite, et le groupement des services diplomatiques du pays unifié sur un seul et même site.

## Ambassadeurs de la République arabe du Yémen en France
Ses ambassadeurs ont été successivement :
| Date de nomination | Date de nomination | Date de remise des lettres de créance | Date de remise des lettres de créance | Ambassadeur               |
| ------------------ | ------------------ | ------------------------------------- | ------------------------------------- | ------------------------- |
| ?                  |                    | 2 août 1971                           | [ JORF 1 ]                            | Mohsen Alaini             |
| ?                  |                    | 8 décembre 1971                       | [ JORF 2 ]                            | Mohamed Ahmed No Oman     |
| ?                  |                    | 28 mars 1973                          | [ JORF 3 ]                            | Ahmed Mohammed Al-Shami   |
| ?                  |                    | 26 mai 1977                           | [ JORF 4 ]                            | Adnan Tarsisi             |
| ?                  |                    | 12 juillet 1979                       | [ JORF 5 ]                            | Ahmed Dayfallah al Azib   |
| ?                  |                    | 2 octobre 1981                        | [ JORF 6 ]                            | Yahya Mohamed Almutawakel |
| ?                  |                    | 3 février 1983                        | [ JORF 7 ]                            | Ghaleb Ali Jamil          |

## références
Dans le Journal officiel de la République française (JORF), sur Légifrance :
1. ↑  Remise de lettres de créance, JORF no 179 du 4 août 1971, p. 7723.
2. ↑  Remise de lettres de créance, JORF no 288 du 11 décembre 1971, p. 12083.
3. ↑  Remise de lettres de créance, JORF no 76 du 30 mars 1973, p. 3515.
4. ↑  Remise de lettres de créance, JORF no 123 du 28 mai 1977, p. 3015.
5. ↑  Remise de lettres de créance, JORF no 163 du 17 juillet 1979, p. 1859.
6. ↑  Remise de lettres de créance, JORF no 234 du 6 octobre 1981, p. 2715.
7. ↑  Remise de lettres de créance, JORF no 30 du 5 février 1983, p. 490.

Autres références :
1. 1 2  Ezzedine Mestiri, Le Maghreb à Paris et en France, Paris, Karthala, 1983, 151 p. (ISBN 2-86537-078-X), p. 32.

## Sources
- Cet article est partiellement ou en totalité issu de l'article intitulé « Ambassade du Yémen en France » (voir la liste des auteurs).